# Vendela Persbeck
Vendela Persbeck, född 28 augusti 2003, är en svensk fotbollsspelare som tidigare spelat för AIK.

## Karriär
Persbeck föddes den 28 augusti 2003 i Medellín, Colombia och är uppvuxen i Akalla utanför Stockholm. Vid 5 års ålder inledde hon sin spelarkarriär i moderklubben Kista SC, där hon spelade ett halvår innan hon bytte klubb och började spela för AIK. I början av 2022 meddelade AIK att Persbeck och klubben hade kommit överens om ett A-lagskontrakt över säsongen 2023. I mars 2024 förlängde hon sitt kontrakt i AIK med ett år.